# Edwige Lawson-Wade
Edwige Lawson-Wade (Rennes, Ille-et-Vilaine, Bretagne, 14 mei 1979) is een Frans basketballer.

## Loopbaan
Lawson begon haar loopbaan in 1994 bij CJM Bourges Basket. In 1995 stapte ze over naar Waïti Bordeaux. In 1997 zette ze haar loopbaan voort bij ASPTT Aix-en-Provence. Met deze club won ze twee keer de Coupe de France in 2000 en 2001. In 2001 ging ze spelen voor USV Olympic. Met deze club werd ze drie keer Landskampioen van Frankrijk in 2002, 2003 en 2004. Ook won ze drie keer de Coupe de France in 2002, 2003 en 2004. Ze won ook drie keer de Tournoi de la Fédération in 2002, 2003 en 2004. Met USV Olympic stond ze drie keer oprij in de EuroLeague Women finale. In 2002 wonnen ze van Lotos VBW Clima Gdynia uit Polen met 78-72. In 2003 verloren ze van UMMC Jekaterinenburg uit Rusland met 82-80. In 2004 wonnen ze weer van Lotos Gdynia met 93-69. In 2004 verhuisde ze naar CSKA Samara in Rusland. Met deze club werd ze twee keer Landskampioen  van Rusland in 2005 en 2006 en ook twee keer de Beker van Rusland in 2006 en 2007. Met CSKA won ze de EuroLeague in 2005. Ze wonnen van Gambrinus JME Brno uit Tsjechië met 69-66. In 2006 verloren ze van Gambrinus Sika Brno met 68-54. In die periode speelde ze in de zomer maanden in de WNBA. Ze speelde bij New York Liberty, Houston Comets, Seattle Storm en San Antonio Silver Stars. In 1997 verhuisde ze met CSKA mee naar Moskou om te spelen voor CSKA Moskou. Ze won één keer de Beker van Rusland in 2008. In 2009 stapte ze over naar Sparta&K Oblast Moskou Vidnoje. Met Sparta&K won ze de FIBA Europe SuperCup Women in 2009. Ze wonnen van Galatasaray uit Turkije met 92-59. In 2010 verhuisde ze naar Elitzur Ramla in Israël. Hierna verhuisde ze naar Ros Casares Valencia in Spanje. In 2011 keerde ze terug naar Frankrijk om te spelen voor Lattes Montpellier. Met deze club won ze de Coupe de France in 2013. In 2013 stopte ze met basketbal.
Lawson won met het Frans basketbalteam de zilveren medaille bij de Olympische Spelen van 2012. In de finale van 2012 was Amerika met 86-50 te sterk.

## Erelijst
- Landskampioenschap Frankrijk (3):

Winnaar: 2002, 2003, 2004
- Coupe de France (6):

Winnaar: 2000, 2001, 2002, 2003, 2004, 2013
- Tournoi de la Fédération (3):

Winnaar: 2002, 2003, 2004
- Landskampioen Rusland (2):

Winnaar: 2005, 2006
- Bekerwinnaar Rusland (3):

Winnaar: 2006, 2007, 2008
- EuroLeague Women (3):

Winnaar: 2002, 2004, 2005
Runner-up: 2003, 2006
- FIBA Europe SuperCup Women (1):

Winnaar: 2009
- Olympische Spelen:

 2012
- Europees kampioenschap:

 2001,  1999, 2013,  2011